# Fabronia garnieri
Fabronia garnieri là một loài Rêu trong họ Fabroniaceae. Loài này được (Paris & Renauld) Renauld & Paris miêu tả khoa học đầu tiên năm 1909.